# Williston Lake
Williston Lake är en reservoar i provinsen British Columbia i Kanada. Williston Lake ligger 671 meter över havet och arean är 1 761 kvadratkilometer. Reservoaren har fått sitt namn efter Ray Williston som var minister i provinsregeringen i British Columbia när dammen byggdes.
Trakten runt Williston Lake är nära nog obefolkad, med mindre än två invånare per kvadratkilometer.  Trakten ingår i den boreala klimatzonen.